# Björnekulla kyrka
Björnekulla kyrka är en kyrkobyggnad i Åstorp. Den är församlingskyrka i Björnekulla-Västra Broby församling i Lunds stift.

## Kyrkobyggnaden
Den första kyrkan byggdes på medeltiden och hade ett långhus med kor i romansk stil med en avslutande absid. I slutet av 1400-talet byggdes ett vapenhus i söder och 1788 byggdes kyrkan ut i norr.
På 1800-talet växte dåvarande Björnekulla församling, främst på grund av att järnvägen drogs genom församlingen och att den lilla byn Åstorp växte då man lade en station där. Detta gjorde att den gamla kyrkan blev för liten och man ville bygga en ny. År 1887 påbörjades byggandet av den nya kyrkan som stod klar 1889 och kunde invigas första advent. Gustaf Petterson gjorde ritningarna till den nya kyrkan.
Det är en korskyrka i tegel med putsad och kalkad fasad. Den är byggd i nygotisk stil med torn och tresidigt kor. Högst upp på det 53 meter höga tornet finns en kyrktupp.
Under 1900-talet har kyrkan renoverats flera gånger. En större renovering gjordes 1971-73, då mycket av interiören förändrades.

## Inventarier
- Altaret uppfördes 1972 som ett enkelt murat altarbord med en skiva av skånsk granit.
- Dopfunten i sandsten är från början av 1200-talet.
- Från den gamla kyrkan kommer även triumfkrucifixet som finns vid koret.
- I koret finns tredelade glasmålningar utförda av Erik Olson, Halmstadgruppen.
- Kyrkans textilier är tillverkade i ull och siden av Britt Inger Lanner.
- Lillklockan göts i Jönköping 1851 och har inskriptionen: "Hör, Gud ännu sin nåd dig bjuder, Se, templets portar öppna sig" (Sv Ps 402:1).
- Storklockan göts i Stockholm 1888 och har inskriptionen: "Går in i Herrens portar med tackande, Uti hans gårdar med lofvande: Tacker honom, Lofver hans namn". (Sv Ps 100:4).
- En kyrkobibel blev på 1600-talet skänkt till kyrkan. Den trycktes i Köpenhamn 1589. Dess öden är delvis förenade med försvenskning arbetet efter Roskildefreden 1658, då den bortskänkes för att återkomma 1930.

### Orgel
- 1910 byggde Johannes Magnusson, Göteborg en orgel med 10 stämmor.
- 1937 byggde Th Frobenius & Co, Lyngby, Danmark en orgel med 21 stämmor.
- Den nuvarande orgeln byggdes 1973 av Anders Persson Orgelbyggeri, Viken och är en mekanisk orgel. Orgeln har fria och fasta kombinationer.

| Huvudverk I            | Svällverk II        | Pedal         | Koppel |
| Principal 8'           | Gedakt 8´           | Subbas 16´    | I/P    |
| Rörflöjt 8'            | Kvintadena 8'       | Principal 8'  | II/P   |
| Oktav 4'               | Principal 4'        | Oktav 4'      | II/I   |
| Gemshorn 4'            | Koppelflöjt 4'      | Nachthorn 2'  |        |
| Kvint 2 2/3'           | Svegel 2'           | Mixtur 4 chor |        |
| Italiensk Principal 2' | Sesquialtera 2 chor | Fagott 16'    |        |
| Mixtur 4-5 chor        | Cymbel 3 chor       |               |        |
| Trumpet 8'             | Ranquett 16'        |               |        |
|                        | Tremulant           |               |        |
|                        | Crescendosvällare   |               |        |

## Galleri

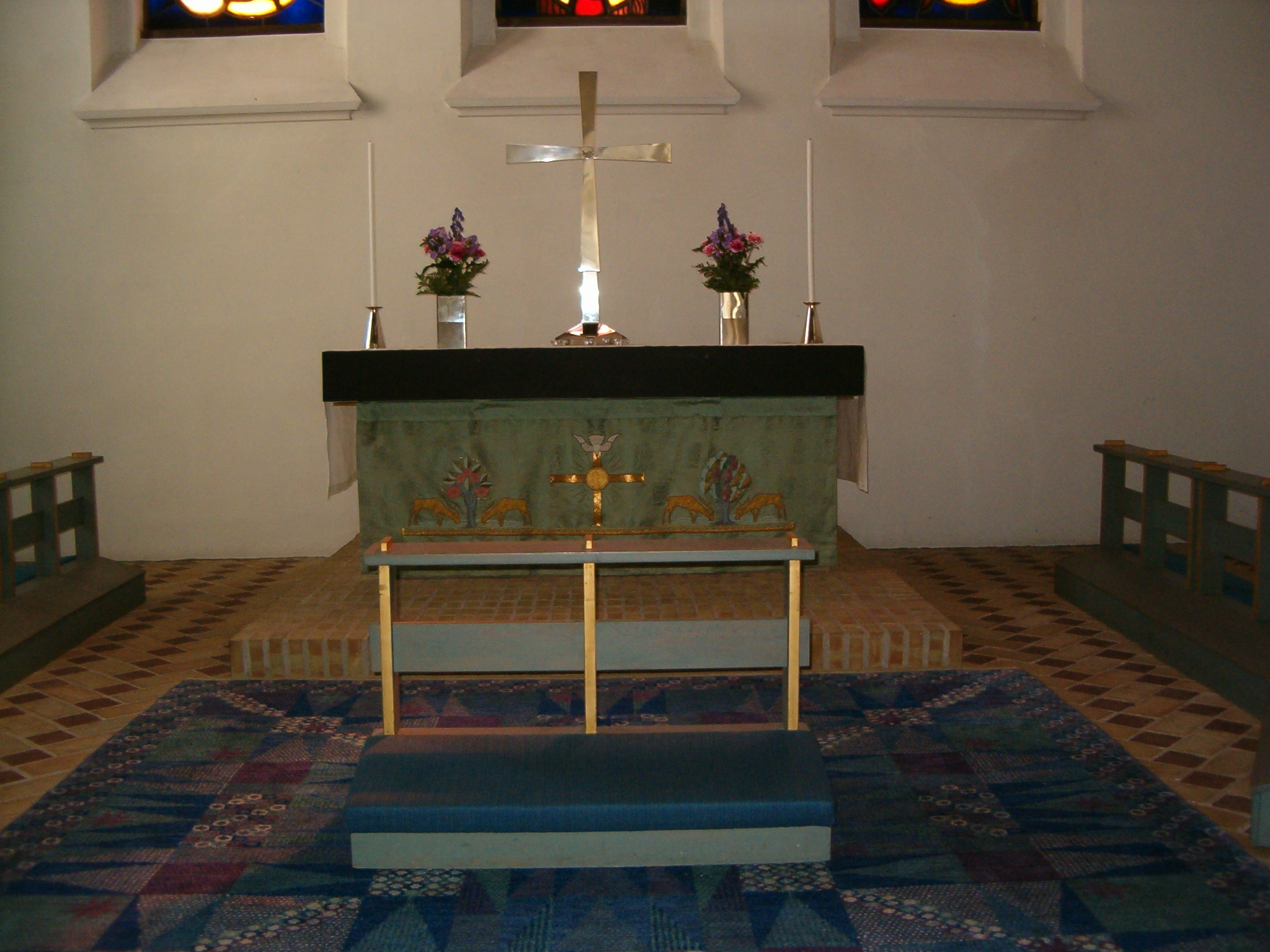
Altaret
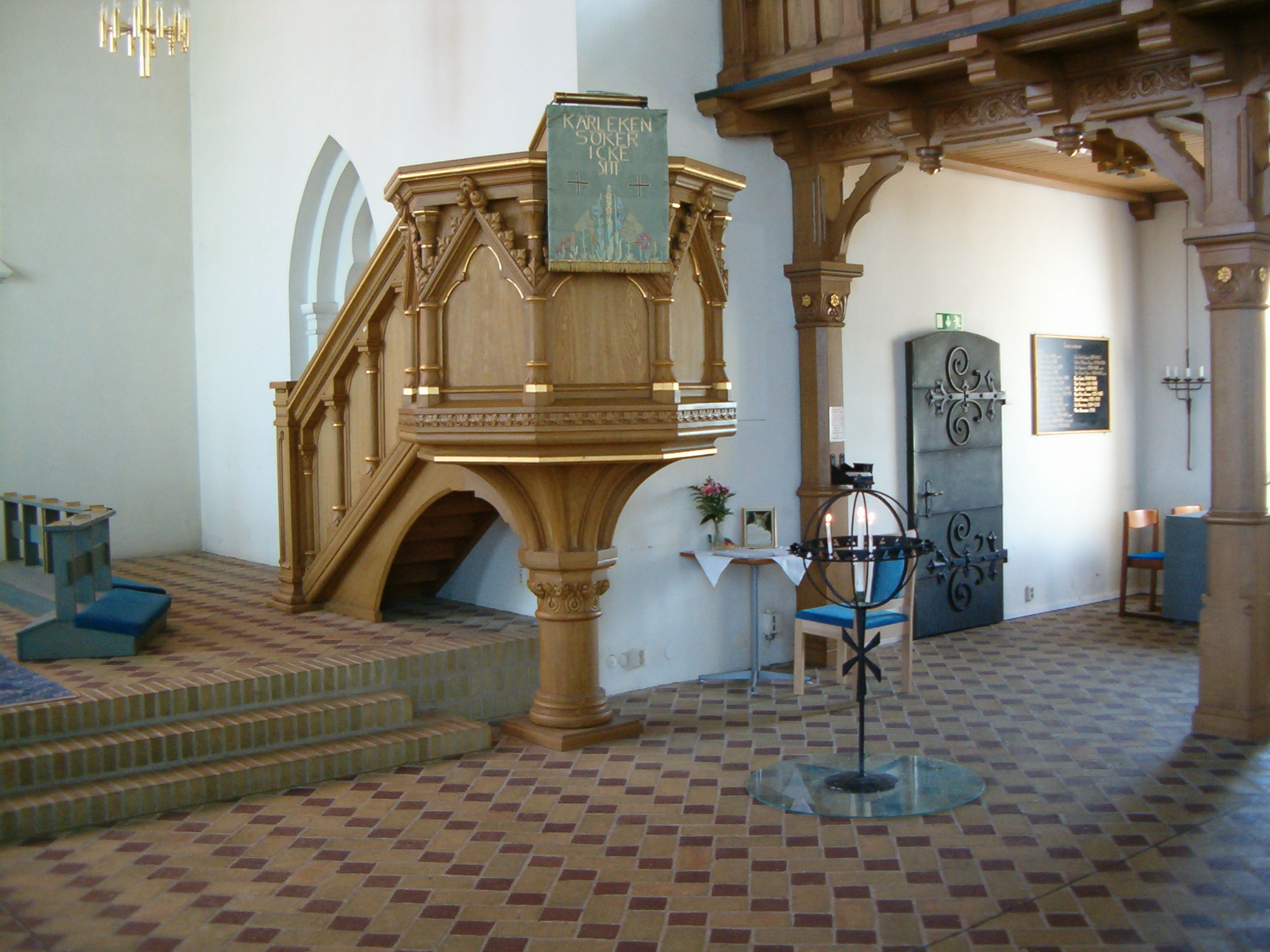
Predikstolen